# Tarhana

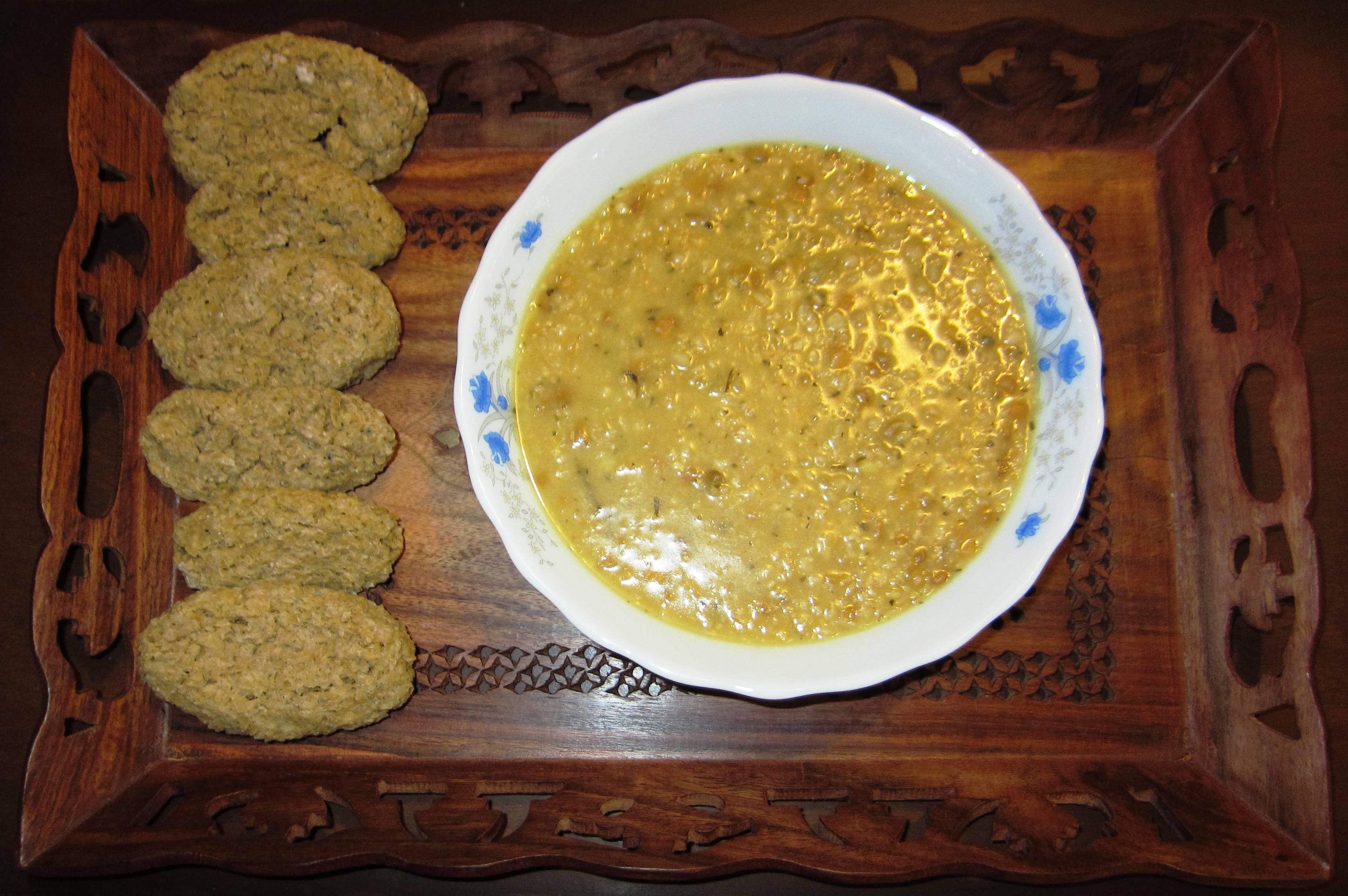

Tarhan är en traditionell maträtt som är vanlig i Turkiet och andra länder i Mellanöstern. Tarhan består av en blandning av korn och kärnmjölk som fått jäsa och sedan torkats. Tarhan blötläggs oftast som en buljong i soppor. Den kokas i vatten eller mjölk och smaksätts med grönsaker och örter. Tarhan kan sparas som små kakor eller klumpar under en lägre tid utan kylning och utan att mjölkprotein går förlorade. Idag finns Tarhan i handeln i form av soppa eller block.
Turkisk Tarhan innehåller vete, yoghurt, grönsaker (t.ex. paprika och vitlök) och kryddor (t.ex. mynta). Grekisk Trahan innehåller endast vete och kärnmjölk. I Cypern ses Tarhan som en nationalrätt, och smaksätts ofta med lagerblad, timjan och fänkålsfrön. Den äts som soppa eller indränkt i mjölk som ett slags frukostflingor.
Tarhan liknar vissa sorter av kishk.